# Karmosinbröstad blomsterpickare
Karmosinbröstad blomsterpickare (Prionochilus percussus) är en fågel i familjen blomsterpickare inom ordningen tättingar.

## Utseende och läte
Karmosinbröstad blomsterpickare är en mycket liten (10 cm) kortstjärtad tätting. Hanen är praktfull med bjärt blågrå ovansida och citrongul undersida. Mitt på bröstet syns en röd "blodfläck". Den har även ett orangefärgat band på hjässan, men den kan vara svår att se. Honan är mer färglös med brungul ovansida och ljusare undersida. Båda könen har ett tydligt ljust mustaschstreck som liknande borneoblomsterpickaren saknar. De vassa och sträva lätena avges ofta i snabb följd.

## Utbredning och systematik
Karmosinbröstad blomsterpickare förekommer i Sydostasien. Den delas in i tre underarter med följande utbredning:
- Prionochilus percussus percussus – förekommer på Java
- Prionochilus percussus ignicapilla – förekommer i Malaysia, södra Thailand, på Sumatra och Borneo samt i Riauarkipelagen och norra Natunaöarna
- Prionochilus percussus regulus – förekommer på Batuöarna (utanför västra Sumatra)

## Status och hot
Arten har ett stort utbredningsområde, men tros minska i antal, dock inte tillräckligt kraftigt för att den ska betraktas som hotad. Internationella naturvårdsunionen IUCN listar arten som livskraftig (LC).